# Maurycy Mayzel
Maurycy Mayzel (ur. 12 kwietnia 1872 w Warszawie, zm. jesienią 1942 w Kowlu) – polski przemysłowiec, sędzia handlowy, działacz społeczny i samorządowy, w latach 1937–1939 komisaryczny prezes warszawskiej gminy żydowskiej.

## Życiorys
Urodził się 12 kwietnia 1872 w Warszawie w rodzinie Jakuba Mayzelsa i Lei Manierkow-Mayzels. W czasie rewolucji 1905 roku występował przeciw rusyfikacji Żydów w Kongresówce, brał udział w walce o polskość szkół. Podczas I wojny światowej działał w Komitecie Niesienia Pomocy Uchodźcom. Po odzyskaniu niepodległości od 1919 radny Rady Miasta Warszawy. W czasie wojny polsko-bolszewickiej w 1920 był jednym z komisarzy Rady Obrony Stolicy. Prezes oddziału Związku Strzeleckiego im. Berka Joselewicza. Członek Rady Komisji Taryf Celnych, ławnik Sądu Okręgowego w Warszawie (1919–1923), sędzia handlowy i radca Giełdy Warszawskiej. W latach 1927–1934 wiceprezes Rady Miejskiej w Warszawie i członek Komisji Rewizyjnej. Był wiceprezesem Centrali Związku Kupców, jednym z założycieli Instytutu Fryderyka Chopina oraz działaczem wielu żydowskich i polskich instytucji społecznych. 
Od stycznia 1937 komisaryczny prezes Zarządu Żydowskiej Gminy Wyznaniowej; funkcję  sprawował do dnia opuszczenia Warszawy 6 września 1939.
Po agresji III Rzeszy na Polskę opuścił Warszawę 6 września 1939 roku wraz z grupą pracowników na apel pułkownika Romana Umiastowskiego. Jego następcą na stanowisku komisarycznego prezesa gminy został − mianowany przez Stefana Starzyńskiego 23 września 1939 − zastępca Mayzela, Adam Czerniaków.
Po opuszczeniu Warszawy zatrzymał się w Kowlu, który po agresji ZSRR na Polskę znalazł się pod okupacją sowiecką. Po ataku Niemiec na ZSRR i rozpoczęciu okupacji niemieckiej trafił do utworzonego w maju 1942 w Kowlu getta. Został zamordowany podczas jego likwidacji jesienią 1942 roku.

## Ordery i odznaczenia
- Krzyż Oficerski Orderu Odrodzenia Polski (3 maja 1928)[4][5]
- Złoty Krzyż Zasługi (11 listopada 1934)[6]
- Krzyż Oficerski Orderu Legii Honorowej (Francja)